# 高田聖子
高田 聖子（たかだ しょうこ、1967年7月28日 - ）は、日本の女優。劇団☆新感線所属。血液型はB型。
奈良県生駒郡斑鳩町出身。元夫は高杉亘（2003年12月 - 2006年4月）。父親は高田良信（聖徳宗法隆寺長老、第208世管主）。

## 来歴・人物
小学生時代からお笑いに興味を持ち、数々のオーディションを受けるも失敗。
高校時代はNHK放送劇団に入団。
大阪芸術大学芸術学部入学直後、学内で友人の羽野晶紀と歩いていたところ、2人まとめて古田新太にスカウトされて劇団☆新感線に入団。小劇場ブームを牽引し、「東の長野里美、西の高田聖子」と評価されていた。
自らプロデュースする「月影十番勝負」では1995年から2006年までの11年間に10本の作品を上演。
1998年、『やんちゃくれ』で主人公の姉・水島濤子を演じたことで全国に名が知れる。
2003年、『やんちゃくれ』で共演した高杉亘と結婚したが、2006年に離婚。
2016年、第51回紀伊國屋演劇賞個人賞受賞。

## 受賞歴
2016年
- 第51回紀伊國屋演劇賞 個人賞（『どどめ雪』）

2025年
- 第32回読売演劇大賞 優秀女優賞（『カラカラ天気と五人の紳士』『太鼓たたいて笛ふいて』）

## 出演

### テレビドラマ
- 木綿のハンカチ〜ライトウインズ物語（1997年1月6日 - 2月6日、NHK）
- 連続テレビ小説（NHK）
  - やんちゃくれ（1998年10月5日 - 1999年4月3日） - 水島（木田）濤子 役
  - 芋たこなんきん 第20週（2007年2月12日 - 17日） - 吉永東子 役
  - エール（2020年5月4日・12日・15日・25日・29日） - 音楽学校教師 役[3]
- ハッピー 愛と感動の物語（1999年4月14日 - 6月23日、テレビ東京） - 清水希 役
- OUT〜妻たちの犯罪〜（1999年10月12日 - 12月21日、フジテレビ） - 城之内邦子 役
- 向井荒太の動物日記〜愛犬ロシナンテの災難〜（2001年1月13日 - 3月17日、日本テレビ） - 前田早苗 役
- あ・うん（2001年） - 三田村禮子 役
- ナースのお仕事3（2000年4月14日 - 9月19日、フジテレビ） - 松坂弘子 役
- ビューティ7（2001年7月4日 - 9月12日、日本テレビ） - 岸沼涼子 役
- オヤジ探偵（2001年7月12日 - 9月13日、テレビ朝日） - 小林鳩子 役
- 料理少年Kタロー（2001年10月6日 - 12月15日、NHK大阪） - ヒロイン・高野山るりこ 役
- The Apartment - ナオミ
- ナースマン（2002年1月19日 - 3月23日、日本テレビ） - 長谷川節子 役
- 忍風戦隊ハリケンジャー（2002年2月17日 - 2003年2月9日、テレビ朝日） - 日向おぼろ 役
- ドクVSデカ〜心療内科医&殺人課刑事の捜査ファイル〜 第1作（2002年12月14日、テレビ朝日） - 村松夏実 役
- 事件10 第10作（2003年1月11日、テレビ朝日） - 立花薫 役
- よい子の味方〜新米保育士物語〜（2003年1月18日 - 3月15日、日本テレビ） - イクエ先生 役
- 最後の弁護人 第6話・第7話（2003年2月19日・26日、日本テレビ） - 汐留女子学園・教師 役
- OL銭道（2003年4月11日 - 6月20日、テレビ朝日） - 寒川鉄子 役
- シンシア 〜介助犬誕生ものがたり〜（2003年5月5日、毎日放送） - 山田里美 役
- 相棒 Season2 第17話（2004年2月18日、テレビ朝日） - 望月ちとせ 役
- ドラマスペシャル ナースマン（2004年4月6日、日本テレビ） - 長谷川節子 役
- 時効警察 第1話（2006年1月13日、テレビ朝日） - 水岡由起子 役
- PS -羅生門- 第4話（2006年7月26日、テレビ朝日） - 警視庁東都署・町田主任 役
- わたしたちの教科書 第1話・第2話・第7話（2007年4月12日・19日・5月24日、フジテレビ） - 西原良枝 役
- ホームレス中学生（2008年7月28日・2009年4月12日、フジテレビ） - 西平明子 役
- 火の魚（2009年7月24日、NHK総合） - かおり 役
- 不毛地帯 - タイピスト
- 贖罪 第1話（2012年1月8日、WOWOW） - 社長 役
- メイドインジャパン（2013年1月26日 - 2月9日、NHK総合） - 亀山弁護士 役
- Chef〜三ツ星の給食〜 第4話（2016年11月3日、フジテレビ） - レイコ 役
- 視覚探偵 日暮旅人 第3話（2017年2月5日、日本テレビ） - 大野婦警 役
- 春が来た 第1話・第2話（2018年1月13日・17日、WOWOW） - 本田 役[4]
- ジモトに帰れないワケあり男子の14の事情 第4話「代役カノジョ」（2021年5月1日、ABC・テレビ朝日） - ヨシミ 役[5]
- 結婚できないにはワケがある。 第6話・第7話（2021年5月23日 - 30日、朝日放送テレビ） - 鉄子の母 役[6]
- 元彼の遺言状 第7話（2022年5月23日、フジテレビ） - 山谷典子 役[7]
- 拾われた男 Lost Man Found 第2話・第4話・第5話・最終話（2022年7月3日 - 8月28日、NHK BSプレミアム） - 野本の母 役
- 湯遊ワンダーランド（2023年7月16日 - 10月1日、BSテレビ東京） - 新ヌシ（井上さん） 役[8]
- うちの弁護士は手がかかる 第8話（2023年12月1日、フジテレビ） - 早川ゆう子 役[9]

### 映画
- 燃えよピンポン〜OLドラゴン危機一髪（1999年5月3日、IndEx Office） - 野田美弥子 役
- セカンドチャンス エピソードⅠ（1999年11月27日、東映） - 高城恵利子 役
- 釣りバカ日誌イレブン（2000年2月5日、松竹） - 通訳秘書 役
- 十五才 学校IV（2000年11月11日、松竹） - 金井真知子 役
- クリスマスにプレゼントを選ぶこともなく（2000年11月28日、ピクチャーズ・オブ・ミクロコスモス） - キョウコ 役
- 忍風戦隊ハリケンジャー シュシュッと THE MOVIE（2002年8月17日、東映） - 日向おぼろ 役
- ぷりてぃ・ウーマン（2003年5月10日、シネカノン） - 石倉幸代 役
- スペーストラベラーズ（2008年4月8日、東映） - バンドマネージャー 役
- 酔いがさめたら、うちに帰ろう。（2010年12月4日、ビターズ・エンド） - 衣田医師 役
- SUNNY 強い気持ち・強い愛（2018年8月31日、東宝） - 担任 役
- 死神遣いの事件帖-傀儡夜曲-（2020年6月12日、東映）[10]
- 罪の声（2020年10月30日、東宝） - 天地幸子 役
- 嘘八百 なにわ夢の陣（2023年1月6日、ギャガ） - 恵美子 役
- 四月になれば彼女は（2024年3月22日、東宝） - 中河玲子 役[11]

### オリジナルビデオ
- 忍風戦隊ハリケンジャーVSガオレンジャー（2003年3月14日、東映） - 日向おぼろ 役
- 爆竜戦隊アバレンジャーVSハリケンジャー（2004年3月12日、東映） - 日向おぼろ 役
- 忍風戦隊ハリケンジャー 10 YEARS AFTER（2013年8月9日、東映） - 日向おぼろ 役
- 忍風戦隊ハリケンジャーでござる! シュシュッと20th Anniversary（2023年10月25日、東映） - 日向おぼろ 役

## 舞台

### 劇団☆新感線
- 『阿修羅城の瞳』（1987年）
- 『星の忍者』（1988年）
- 『ヒデマロ4〜逆襲のビリィ』（1989年）
- 『仮名絵本西遊記』（1989年・1991年）
- 『スサノオ〜神の剣の物語』（1989年）
- 『ボッキー・ホラー・ショウ』（1990年）
- 『宇宙防衛軍ヒデマロ5〜完結編』（1990年）
- 『髑髏城の七人』（1990年・1997年）
- 『アトミック番外地』（1991年）
- 『銀河一発伝説 ゴローにお任せ』（1992年）
- 『劇団☆新感線一座興行』（1992年）
- 『地獄の軍団 -ゴローにおまかせ2-』（1993年）
- 『スサノオ -武流転生-』（1994年）
- 『東海道五十三次地獄旅』（1994年・2000年）
- 『野獣郎見参！』（1996年）
- 『花の紅天狗』（1996年）
- 『直撃!ドラゴンロック〜轟天』（1997年）
- 『直撃!ドラゴンロック2 轟天大逆転〜九龍城のマムシ』（1999年）
- 『直撃!ドラゴンロック3〜轟天 対 エイリアン』（2001年）
- 『七芒星』（2002年）
- 『阿修羅城の瞳』（2003年）
- 『レッツゴー!忍法帖』（2004年）
- 『髑髏城の七人〜アオドクロ』（2004年）
- 『SHIROH』（2004年）
- 『吉原御免状』（2005年）
- 『メタル マクベス』（2006年）
- 『朧の森に棲む鬼』（2007年）
- 『犬顔家の一族の陰謀〜金田真一耕助之介の事件です。ノート』（2007年）
- 『五右衛門ロック』（2008年）
- 『蜉蝣峠』（2009年）
- 『蛮幽鬼』（2009年）
- 『薔薇とサムライ〜GoemonRock OverDrive〜』（2010年）
  - 『薔薇とサムライ2ー海賊女王の帰還ー』（2022年）
- 『鋼鉄番長』（2010年）
- 2021年劇団☆新感線 41周年興行 秋公演 いのうえ歌舞伎『狐晴明九尾狩』（2021年）
- 『天號星』（2023年）[12]
- 2025年劇団☆新感線 45周年興行・秋冬公演 チャンピオンまつり いのうえ歌舞伎『爆烈忠臣蔵〜桜吹雪 THUNDERSTRUCK』（2025年公演予定）[13]

### 月影十番勝負
- 第壱番『ねぇ！キスしてよ』（1995年）
- 第弐番『月の輝く夜に-MoonStruck』（1996年）
- 第参番『河童』（1997年）
- 第四番『唇からナイフ』（1998年）
- 第五番『僕の美しい人だから』（1999年）
- 第六番『世にも素敵なネバーエンディングストーリー』（2001年）
- 第七番『愛の嵐』（2002年）
- 第八番『ダブルアルバム』（2003年）
- 第九番『猫と庄造と二人のおんな』（2005年）
- 第十番『THE FINAL SASORIIX 約束』（2006年）

### 月影番外地
- 『物語が、始まる』（2008年）
- 『ジェットの窓から手を振るわ』（2010年）
- 『くじけまみれ』（2012年）
- 『つんざき行路、されるがまま』（2014年）
- 『どどめ雪』（2016年）
- 『あれよとサニーは死んだのさ』（2019年）

### その他の公演
- 『僕に優しい4人の女』
- 『国姓爺合戦』（NODA MAP）
- 『やっぱりあなたが一番いいわ』
- 『スイム スイム スイム』
- 『曲がり角の向こうには〜RAPTURE』(ひょうご舞台芸術)
- 『真昼のビッチ』(阿佐ヶ谷スパイダース&ヴィレッジプロデュース)
- 『無理矢理』（劇団、本谷有希子）
- 『ペテン師と詐欺師』（2006年）
- 『回転する夜』(2007年、モダンスイマーズ)
- 『キル』（2007〜2008年、野田地図 NODA・MAP）
- 『SPELLING BEE（2009年、スペリング・ビー）
- 『南へ』（2011年、野田地図 NODA・MAP）
- 『ぼっちゃま』（2011年、パルコ）
- 『青春漂流記』（2012年、劇団鹿殺し）
- 『いやおうなしに』（2015年、パルコ）
- 『皆、シンデレラがやりたい。』（2017年、本多劇場）
- 『俺節』（2017年5月 - 6月、赤坂ACTシアター、オリックス劇場） - 寺泊行代 / マリアン 役[14]
- 『母を逃がす』（2020年5月7日 - 25日、Bunkamuraシアターコクーン） - ハル子 役　※新型コロナウイルス感染拡大を受け公演中止
- 『カラカラ天気と五人の紳士』（2024年4月 - 5月、東京 他3公演）- 女1 役[15]
- 『夫婦パラダイス〜街の灯はそこに〜』（2024年9月、紀伊國屋ホール、穂の国とよはし芸術劇場PLAT、森ノ宮ピロティホール）[16]
- 『太鼓たたいて笛ふいて』（2024年11月 - 12月、紀伊國屋サザンシアター TAKASHIMAYA 他3公演）[17]
- 『幸子というんだほんとはね』（2025年2月 - 3月、本多劇場）[18]
- 『ベイジルタウンの女神』（2025年5月6日 - 6月、世田谷パブリックシアター 他4公演） - タチアナ 役[19]
- 『お梅は呪いたい』（2026年2月〈予定〉、飛行船シアター、西文化小劇場） - 主演・お梅 役[20]

### 玩具
- 忍風戦隊ハリケンジャー ハリケンジャイロ-MEMORIAL EDITION-（2023年9月）